# Tsjernomorets Boergas
Tsjernomorets Boergas (Bulgaars: ФК Черноморец Бургас) was een Bulgaarse voetbalclub uit de stad Boergas, niet te verwarren met PSFC Tsjernomorets Boergas en Tsjernomorets Boergas Bulgaria.
De club werd in 1919 opgericht en was in 1924 aanwezig toen het eerste Bulgaarse landskampioenschap beslecht werd. In die tijd nog in knock-outfase en Levski Sofia versloeg de club met 7-0. In 1929 fuseerde de club met Tsjegan Boergas en werd zo Tsjernomorets-Tsjegan 29, maar nam een jaar later opnieuw de naam Tsjernomorets aan. In 1933 plaatste de club zich opnieuw voor de nationale eindronde werd andermaal in de eerste ronde verslagen. Van 1937 tot 1939 nam de club ook nog deel. Na de oorlog speelde de club in 1948/49 in de hoogste klasse.
De club verdween hierna en er kwamen nieuwe clubs in de stad. In 1956 werden de meeste clubs ontbonden en werden twee nieuwe clubs opgericht. Levski en Tsjernomorski Sportist. In 1958 fuseerden beide clubs tot Botev Boergas. In 1965 promoveerde de club weer naar de hoogste klasse. In 1968 werd beslist om de vooroorlogse naam Tsjernomorets weer aan te namen. Na enkele redelijke noteringen werd de club voorlaatste in 1971 maar degradeerde niet. Degradatie volgde in 1973, toen werd de club twaalfde op 18 clubs maar was betrokken bij een omkoopschandaal.
In 1977 promoveerde Tsjernomorets terug en werd het volgende seizoen vijfde, deze plaats werd in 1982 herhaald. Drie jaar later degradeerde de club opnieuw. De club keerde nog terug van 1986 tot 1988 en van 1989 tot 1994. De volgende seizoenen werden in de tweede klasse doorgebracht, in 1998 miste de club op een haar na de promotie, het volgende seizoen was wel raak en de club promoveerde en werd tiende, na enkele seizoenen middenmoot degradeerde de club opnieuw in 2004. Het volgende seizoen eindigde dramatisch en de club degradeerde voor een tweede keer op rij. Ook 2006 was een kleine ramp, al degradeerde de club dit keer niet. In seizoen 2006/07 trok de club zich na de winterstop terug uit de competitie, alle resterende wedstrijden werden reglementair met 0-3 verloren verklaard.
In 2015 werd opnieuw een opvolger opgericht, FK Tsjernomorets 1919 Boergas. 

## In Europa
Uitslagen vanuit gezichtspunt Tsjernomorets Boergas
| Seizoen | Competitie   | Ronde | Land                         | Club          | Totaalscore | 1e W    | 2e W    | PUC |
| ------- | ------------ | ----- | ---------------------------- | ------------- | ----------- | ------- | ------- | --- |
| 1989/90 | Europacup II | Q     | Vlag van Albanië (1946-1992) | Dinamo Tirana | 3-5         | 3-1 (T) | 0-4 (U) | 2.0 |

Totaal aantal punten voor UEFA coëfficiënten: 2.0